# Zachenberg
Zachenberg település Németországban, azon belül Bajorországban. Lakosainak száma 2093 fő (2023. december 31.). Zachenberg Teisnach, Regen, Ruhmannsfelden és Grafling községekkel határos.

## Népesség
| Lakosok száma | 1164 | 2223 | 1937 | 2046 | 2099 | 2142 | 2080 | 2075 | 2049 | 2093 |
|               | 1875 | 1950 | 1975 | 1987 | 2012 | 2014 | 2016 | 2017 | 2021 | 2023 |